# بلوچ‌های عمان
بلوچ‌های عمان اتباع عمان هستند که تبار بلوچی دارند. حدود ۳۵ درصد از مردم عمان از نژاد بلوچ هستند که اجدادشان قرن‌ها پیش به عمان مهاجرت کرده‌اند. بلوچ‌ها بزرگ‌ترین جامعه غیر عرب در عمان را تشکیل می‌دهد.
محمد خلیل مرعشی صفوی در کتاب مجمع التواریخ پیشینه حضور بلوچ‌ها در عمان را از دوره خلافت بنی عباس ذکر می‌کند.
بلوچ بین قرن‌های ۱۸ و ۲۰ میلادی به عنوان سربازان جنگجو برای عمان خدمت می‌کردند. اولین ارتش مدرن عمان منحصراً بلوچ بود و حتی امروزه نیز حدود ۴۰ درصد ارتش عمان را مردم بلوچ تشکیل می‌دهند، بخش اعظم سپاه عمان در جنگ علیه پرتغالی‌ها را بلوچ‌ها تشکیل می‌دادند. فتح مومباسا توسط ارتش سلطان عمان که اکثراً بلوچ بودند صورت گرفت.
اکثر بلوچ‌های کشورهای عربی خلیج فارس (عمدتاً عمان، امارات متحده عربی، کویت، قطر و بحرین) از نام خانوادگی البلوشی (معرب اسم بلوچی) استفاده می‌کنند
در سال ۱۳۲۳ بیش از یک سوم جمعیت مسقط را بلوچ ها  تشکیل می دادند که بالای  چهار هزار نفر گزارش شده است.

## افراد قابل توجه با نام خانوادگی عبارتند از:
- عزان البلوشی ، فوتبالیست عمانی
- حامد البلوشی ، فوتبالیست عمانی
- جمال نبی البلوشی ، فوتبالیست عمانی
- محمد البلوشی ، فوتبالیست عمانی
- مهیب البلوشی ، فوتبالیست عمانی
- وضحه البلوشی ، تیرانداز ورزشی عمانی
- علی البلوشی ، بوکسور کویتی